# Golpe de Estado no Equador em 2000
O Golpe de Estado no Equador em 2000 ocorreu em 21 de janeiro de 2000 e resultou no exílio do presidente Jamil Mahuad, e na sua substituição pelo vice-presidente Gustavo Noboa. A coalizão golpista reuniu o grupo indígena mais poderoso do país, a Confederação de Nacionalidades Indígenas do Equador (CONAIE), e um grupo de jovens oficiais militares liderados pelo tenente-coronel Lucio Gutiérrez. Em meio a uma grave crise econômica, a coalizão golpista "favorecia uma democracia populista e economia modelada conforme a Venezuela de Hugo Chávez." O golpe acabou por fracassar, com altos oficiais militares que se opunham à instalação do programa do vice-presidente eleito como presidente, e a prisão dos líderes do golpe.